# Arnola microcirrus
Arnola microcirrus är en plattmaskart. Arnola microcirrus ingår i släktet Arnola och familjen Arnolidae. Inga underarter finns listade i Catalogue of Life.